# En dårlig idé
En dårlig idé er en dansk eksperimentalfilm fra 2006, der er instrueret af Janus Vinther.

## Handling
Interaktiv film med flere slutninger.